# Belagerung von Hof

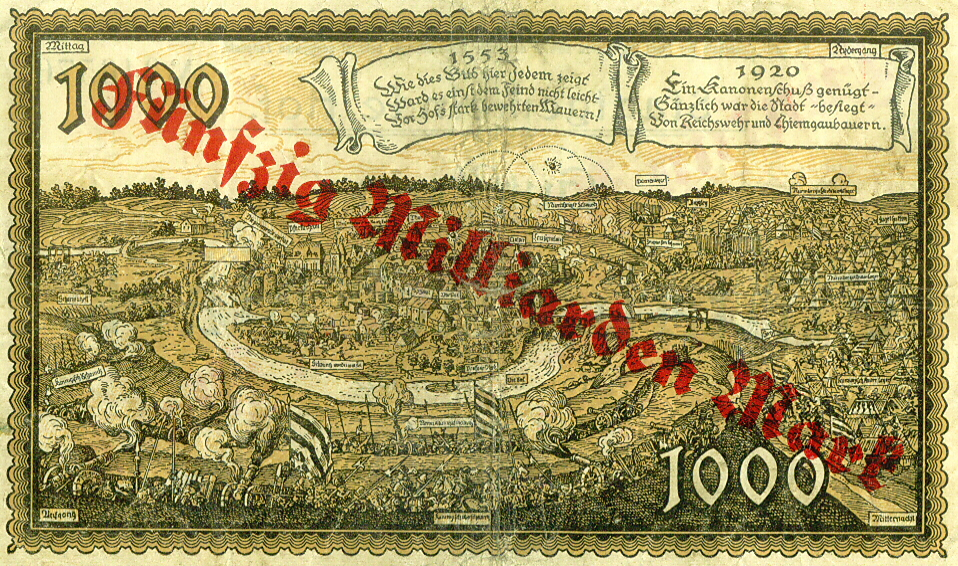
Notgeld der Stadt von 1920 mit dem Holzschnitt von Hans Glaser

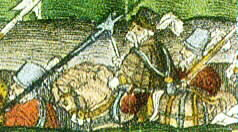
Koloriertes Element des Holzschnittes mit einer Darstellung von Heinrich IV. von Plauen

Die Belagerung von Hof war ein kriegsgeschichtliches Ereignis des Zweiten Markgrafenkrieges. Die Stadt Hof wurde 1553 von den Gegnern des Markgrafen Albrecht Alcibiades erfolgreich belagert.

## Ausgangslage

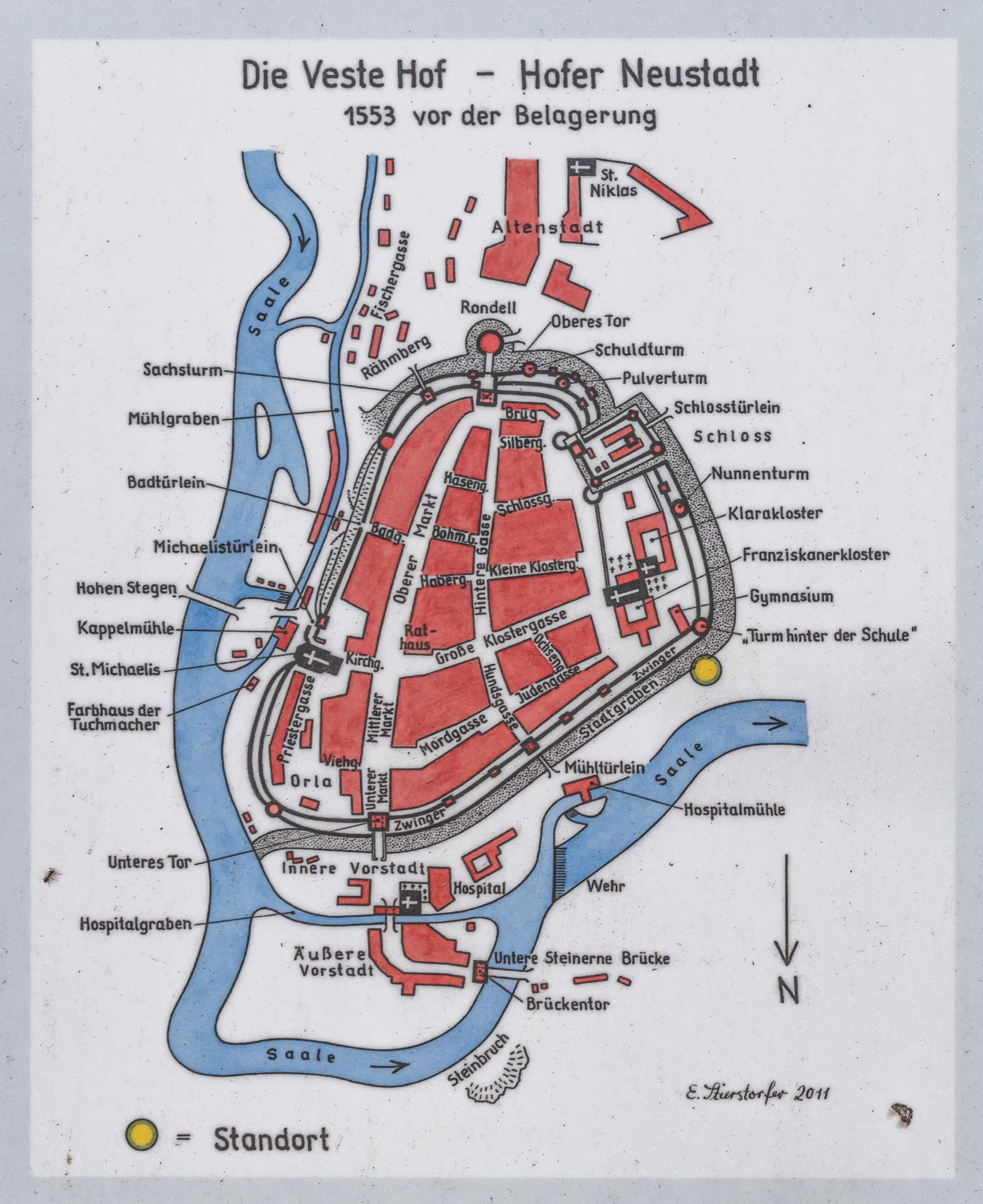
Karte der Stadt Hof vor seiner Belagerung (Grafik von Edda Stierstorfer)

Im Zweiten Markgrafenkrieg und beim Fürstenaufstand befehdete Albrecht Alcibiades seine Nachbarn, darunter Würzburg, Bamberg und Nürnberg, aber auch entferntere Fürstbistümer und Fürsten. Nachdem Glaubensfragen, die im Fürstenaufstand eine entscheidende Rolle spielten, in Verhandlungen wie dem Passauer Vertrag beigelegt werden konnten, setzte Albrecht Alcibiades seine kriegerischen Handlungen unverändert fort und isolierte sich von seinen bisherigen Bündnispartnern. Auch die Vorteile, die er gegenüber seinen Nachbarn errungen hatte, konnte er nicht dauerhaft halten. Wie auch die Belagerung von Kulmbach und der Plassenburg zeigt, verlagerte sich der Krieg ins eigene Land Brandenburg-Kulmbach und führte schließlich zur Niederlage des Markgrafen. Dem Haus Hohenzollern gelang es aber trotz des verlorenen Krieges, die Ansprüche auf das zerstörte Markgraftum aufrechtzuerhalten. Als Markgraf folgte Georg Friedrich nach.

## Belagerung von Hof
Die Belagerung der Stadt Hof ist durch den Geschichtsschreiber Jacob Schlemmer außerordentlich detailliert dokumentiert. Außerdem existiert ein Holzschnitt des Nürnberger Künstlers Hans Glaser, der die wichtigsten Ereignisse in einer Stadtansicht zusammengefasst hat. Die Stadt wurde verteidigt von Hauptmann Christoph von Zedtwitz. Zu den Anführern der Belagerer zählte Heinrich IV. von Plauen, dieser setzte nach der Belagerung Georg Wolf von Kotzau als Statthalter von Hof ein. Neben der Stadtmauer war auch das Hofer Schloss Teil des Verteidigungssystems.
Die Schwestern des Hofer Klosters unter Äbtissin Amalie von Hirschberg waren nach Eger geflüchtet. Die Kirche St. Lorenz wurde während der Belagerung geplündert und brannte nieder. Der Hofer Wartturm, obwohl strategisch wenig bedeutsam, brannte aus. Die Hospitalkirche diente den Belagerern als Kriegslager und wurde von den Markgräflern beschossen und zerstört.

## Ausstellung
Im Hofer Museum Bayerisches Vogtland befindet sich ein maßstabgetreues Modell der Stadt Hof zum Zeitpunkt der Belagerung. Markante Gebäude, Straßenzüge, die Stadtbefestigung und die damaligen Stadtgrenzen sind weitgehend exakt wiedergegeben. In Anlehnung und in Zusammenarbeit mit dem Deutschen Zinnfigurenmuseum auf der Plassenburg in Kulmbach ist ein Diorama der Belagerer ausgestellt, ferner einige Ausrüstungsgegenstände der Kriegsleute. Steinerne Kanonenkugeln wurden außerdem gleich an mehreren Hauswänden innerhalb der Stadt eingemauert, darunter auch an der Michaeliskirche.

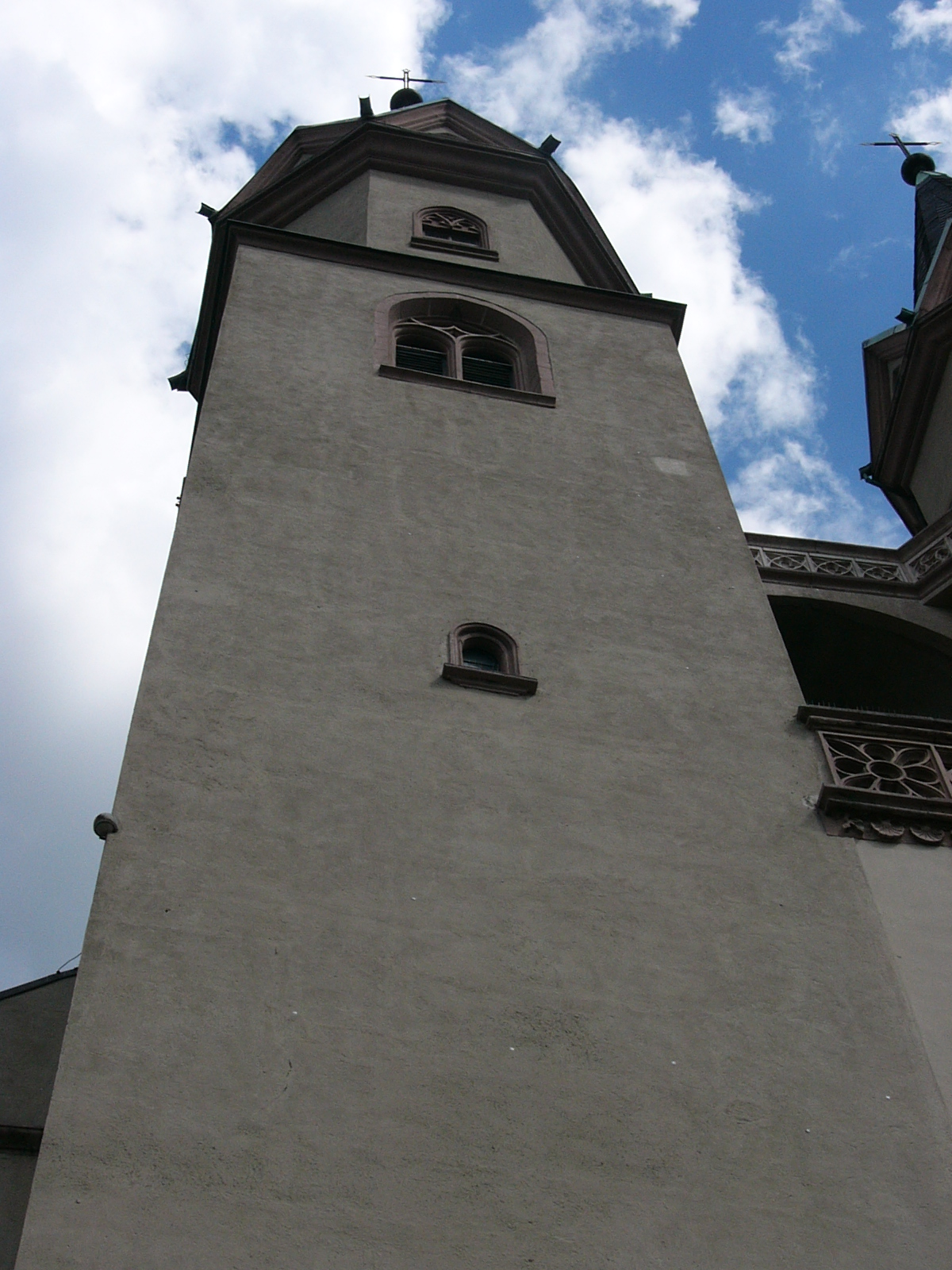
Eingemauerte Kugel am Turm von St. Michaelis (links)
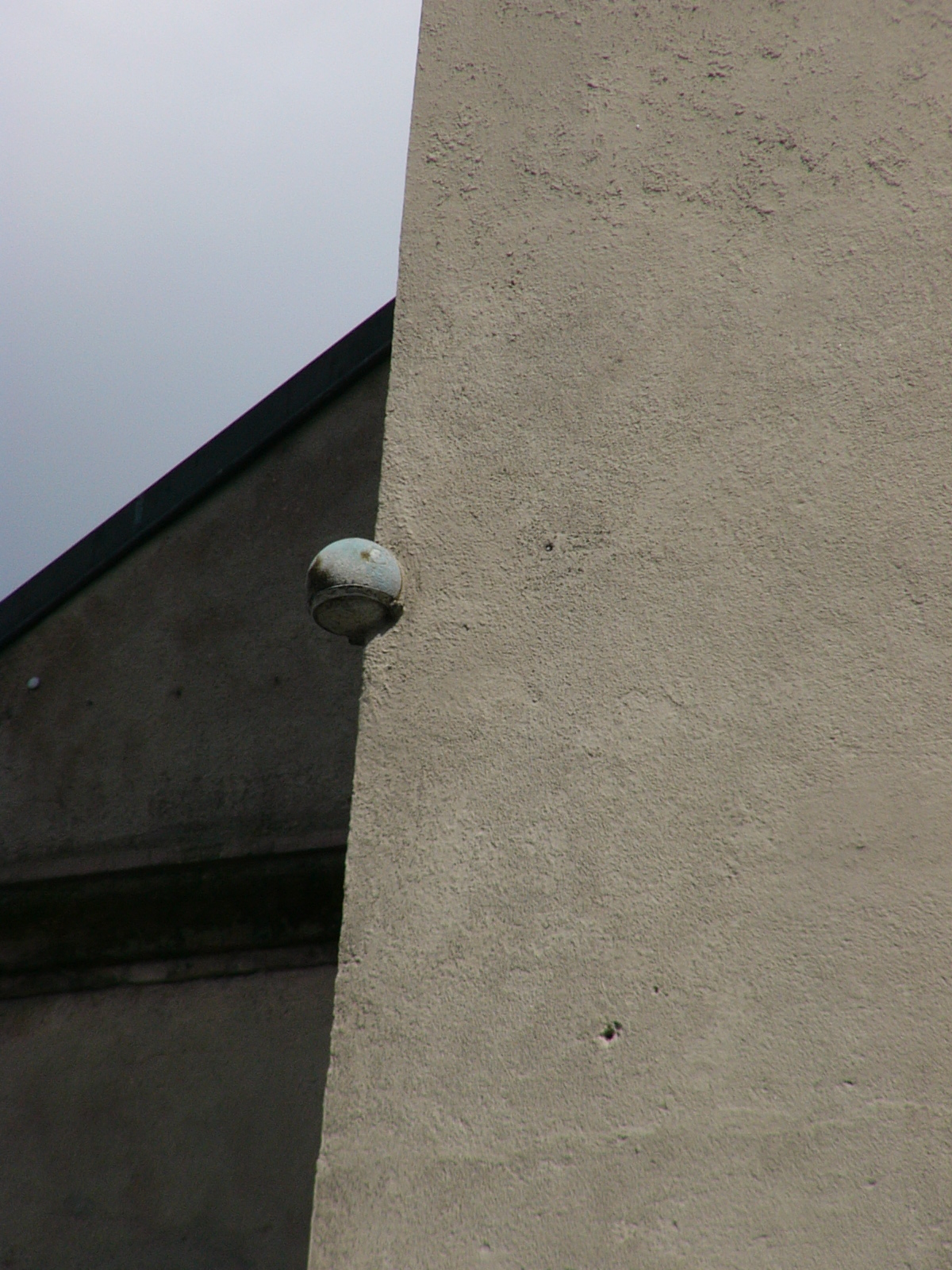
Vergrößerung der Kugel am Turm
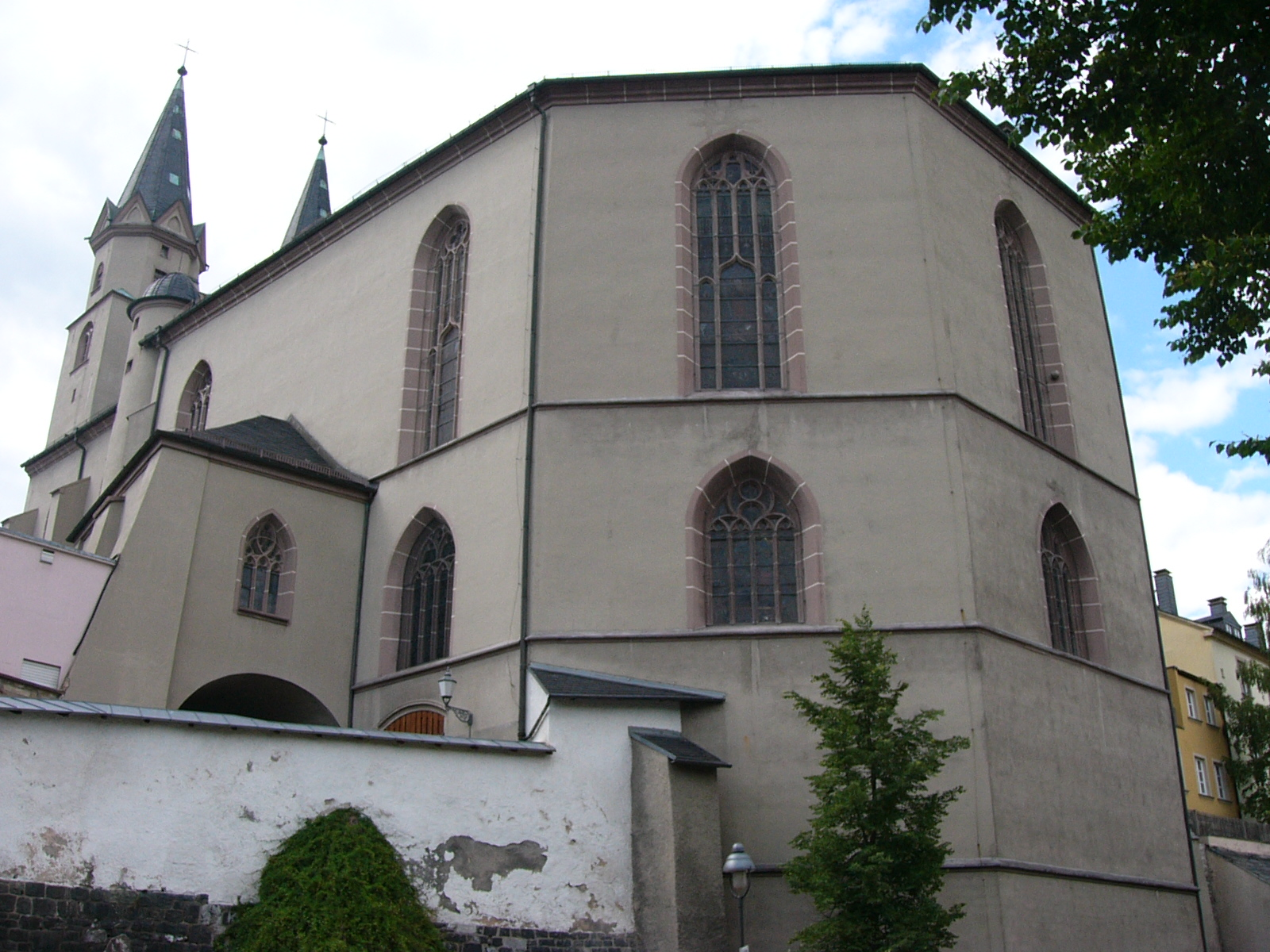
Rückseite von St. Michaelis mit Kugel in der Fensterwölbung rechts oben
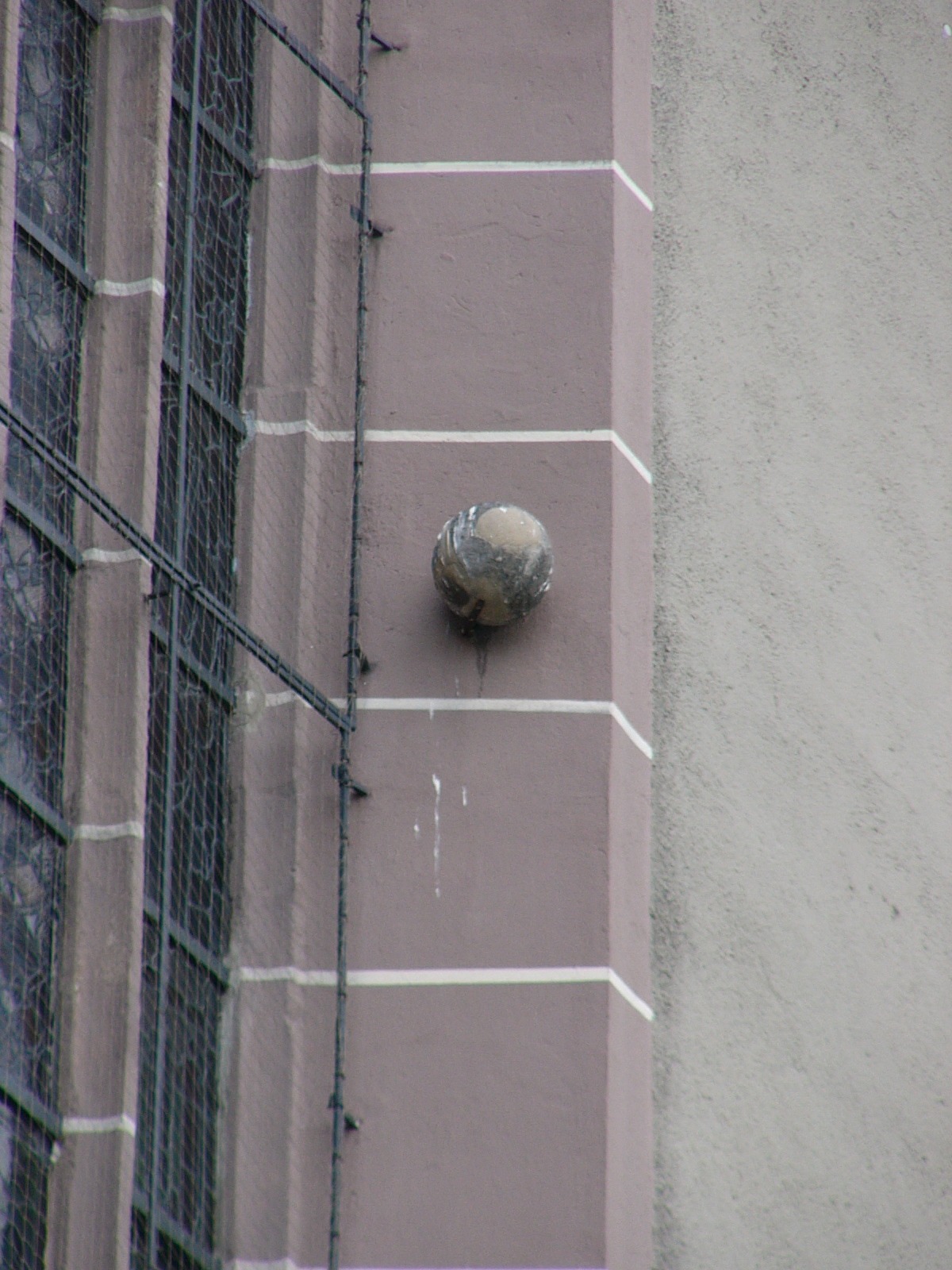
Vergrößerung der Kugel am Fensterrahmen